# 山達基教組織列表
山達基教會全球網絡由位於美国和其他國家的眾多實體和公司組成，所有這些多元化跨行業的組織都透過稱為「山達基指揮管道」（Command Channels of Scientology）的一套內部層級系統來相互關聯和連結。位於組織網絡頂部的是宗教技術中心、靈性技術教會和國際山達基教會，他們擁有山達基商標和服務標識，並將其授權給網絡內的其他組織以供使用。這些國際高層管理組織僅可由教會核心的海洋機構人員組成。
教會的上層管理組織下轄的不同公司具有出版、發行、管理和財務等不同的特定業務職能，例如：教會旗下的橋出版社（Bridge Publications）專職負責出版發行，山達基世界企業協會（WISE）則負責向企業和企業家推廣和銷售山達基教的所謂「世俗」服務。
在山達基管理層以下則有兩大部分，一是向教會成員提供山達基信仰服務的山達基的服務組織或「機構」，二是旨在將山達基的教條以「賀伯特技術」之名引入社會各個領域的所謂「世俗組織」——例如公民人權委員會，一個致力於廢除任何形式的精神醫學的組織。在這些層級再之下是由山達基人營運的志工組織，例如快樂之道的當地分會，以及以「清新」當地社區並以建立山達基世界為目標的清新擴展委員會。
國際山達基教會向美國國稅局申請免稅地位時，收到了一系列相關問題，因此向國稅局提供了教會所擁有的公司和實體的清單，並按其職能和活動進行分類。

## 主要組織
- 山达基教会（COS）——相互關聯的山達基組織集团的總稱的；本身不是一個法人實體（參見章節#術語“山達基教會”）
- 宗教技术中心（RTC）——拥有宗教商标並將其授權給其他組織[2]:19[3]
- 靈性技術教會（CST）—— L·羅恩·賀伯特大部分遺產的受益人；RTC 宗教標誌的備份所有者；運行保存未来经文的项目計劃[2]:20ff[3]
- 國際山達基教會（CSI）— 全球山達基教會的母教会，成立于1981年[2]:14[3]
- †加州山达基教会（CSC）— 是美國的高階管理組織； [4]:78 在沃勒斯海姆诉山达基教会案（Wollersheim v. Church of Scientology）之後，由國際山達基教會取代以隱藏資產拒絕賠償；[5] 2004年正式注銷[6][3]。

## 管理組織
- 海洋机构（SO）—— 一个非法人的兄弟會式管理性组织，会员范围遍及一系列其他分支机构和实体[2]:93ff
  - 准将信使组织[2]:25 [3]
- 监督委员会（WDC）——监督其他管理机构[2]:25 [3]
- 高级行政人员阶层[1]:13
- 旗局——中层管理[2]:26 [1]:18
- 國際名人中心（CC INT）——名人中心網絡的服務機構和管理機構[2]:47
- 山達基中心國際總部（SMI）- 國際山達基教會的附屬機構；作为全球各山達基中心的的母教會[2]:37 [3]
- 國際賀伯特牧師聯盟（IHELP）- 國際山達基教會的附屬機構；作为全球外圍聽析員的母教會[2]:37
- 國際管理執行委員會（IMEC）——負責各教會的各項活動與職能的表現[2]:25
- 洲區聯絡辦公室（CLO）— 國際山達基教會与下級當地教会之间的联络机构[2]:34
- †世界执行委员会（ECWW）——旗艦局在英國的前身[2]:94
- †賀伯特國際山達基人協會（Hubbard Association of Scientologists International，HASI）——成立于1954年並自稱為“宗教團契”，曾是所有新特許“教會”（原稱“世俗中心”）的母教會。 [7]:4[8]:66,88

## 商標服務機構
- 總監察長網絡（IGN）— 協助RTC在某些國家頒發宗教商標許可[2]:23,106ff
- IGN國際公司
- 國際戴尼提中心（DCI)
- 國際戴尼提基金會（DFI)
- 賀伯特戴尼提基金會（HDF）— 傳播戴尼提；是CSI的輔助機構[2]:108
- 山達基世界企業協會（WISE）

## 會員組織
- 國際山達基人協會（IAS）— 未注冊的會員管理和籌款組織[2]:98
- 國際山達吉人管理協會 N.V.（IASA）
- 會員服務管理（英国）有限公司（MSA）
- 美国 IAS 会员信托

## 金融信託
- 作者的家庭信託（Author's Family Trust）
- 賀伯特先生的信託基金（Mr. Hubbard's Trust）—書籍和專利使用費的接收者；繼續以虛構名稱「賀伯特圖書館」（L. Ron Hubbard Library）對書籍進行版權保護[2]:54, Bates 150131
- 山達基宗教信託基金（Church of Scientology Religious Trust，CSRT）— 根據國際海洋機構儲備信託基金[9]。1981年至1985年為美國的山達基教實體來持有儲備基金[2]:103/Bates150180。在1992年，CSRT啟動了“超力量擴建項目”（Super Power Expansion Project），以資助作爲靈性總部大樓的“旗艦大廈”（Flag Building）[9]。
- 山達基國際儲備信託基金（Scientology International Reserves Trust, SIRT）— 自1988年起為外國山達基實體持有儲備基金[2]:116
- 美國教區居民信託基金（United States Parishioners Trust，USPT）— 為 CSWUS 和 CSFSO 服務提供預付款；作為山達基教1993年與美國國稅局協議的一部分，該組織被下令解散 [2]:Bates 150176[10]
- 山達基信託基金（Trust for Scientologists, TFS）— 持有外國個人對 CSFSO 的預付款 [2]: 112
- 旗艦信託（Flag Ship Trust，FST）— 成立於1985年，作為購買自由風郵輪的捐贈庫；之後用作山達基中央儲備帳戶的儲存庫；擁有以下實體[2]:57ff：
  - 聖多納托地產有限公司— 擁有該船
  - Transcorp Services S.A. — 為購買該船提供資金
  - Majestic Cruise Lines — 營運該船
  - FSS 組織 — 在荷屬安的列斯群島繳稅
  - MCL Services — 在庫拉索提供岸上支持
- †山達基教會自由風中繼辦公室（Church of Scientology Freewinds Relay Office, Inc. CSFRO）— 是 FSSO/Freewinds 服務的註冊商（銷售）；現在由 FSSO 運行[2]:58-59
- †國際出版信託基金（IPT）— 是橋出版社和新紀元出版社的唯一股東[2]:69
- †出版國際公司（Publications Int Limited，PIL）— 是 IPT 與新紀元出版社之間的中間公司；1992年解散[2]:69
- 建築管理服務（Building Management Services，BMS）— CSI 房地產持有人[2]:99

## 金融服務公司
- SOR Services Ltd.——负责管理TFS事务；由SIRT全资拥有[2]:113
- Nesta 投资有限公司
- FSO 俄克拉荷马投资公司（FSOOIC）—— CSFSO的全资子公司；CSFSO 通过 FSOOIC 进行投资[2]:55
- †希塔管理公司（Theta Management Ltd. TML）— 是國際山達基人協會創建的。该协会于1993年解散，资金转移至 IASA。 [11]

## 出版社和媒體
- 橋出版有限公司（BPI，Bridge Pub）－為美國和加拿大出版書籍和印刷品；之前由 IPT 所有
- 銀河印刷廠（Galaxy Press) — 出版賀伯特的小說作品
  - 作者服務公司（Author Services, Inc. ASI) 成立於 1981 年，是 CST 的全資子公司，負責監督賀伯特文學財產的使用
  - 1999年，銀河製片廠（Galaxy Productions, Inc. 成立於 1982 年）併入作者服務公司
  - 銀河印刷有限責任公司（Galaxy Press, LLC）成立於2002年
  - 2015年1月，作者服務公司併入銀河印刷。
  - 2015年2月，銀河印刷有限責任公司（Galaxy Press, LLC）組織結構變更為銀河印刷股份有限公司（Galaxy Press, Inc.）
- 黃金年代製片廠（Golden Era Productions，Gold）— 製作賀伯特的錄音、電影和心靈電儀表
- 新紀元國際出版, ApS (New Era) — 為所有非美國/非加拿大地區出版書籍和印刷材料；先前由 IPT 擁有的 New Era 子公司包括：
  - 英國新紀元出版有限公司（英國）
  - 新紀元出版義大利（義大利srl）
  - 新紀元出版德國（德國GmbH）
  - 法國新紀元出版社
  - 新紀元出版日本有限（責任）会社（日本SARL）
  - 新紀元出版西班牙（西班牙SA）
  - 新紀元出版澳洲有限公司
  - 新紀元出版集團（俄羅斯）
  - 新紀元出版公司（墨西哥，Era Dinamica Editores sA de CV）
  - 新文明進出口公司（Importaciones y Exportaciones Nueva Civilizacion SA de CV，墨西哥）
  - 大陸出版公司（Continental Publications (Pty) Ltd，南非）
  - 以色列新紀元出版社
- 山達基出版有限公司（Scientology Publications Ltd，始於1971年）
- 山達基媒體製片廠和山達基聯播網（Scientology Media Productions and Scientology Network）
- †分發中心公司（Distribution Center Inc.）— 1960年代銷售書籍、小冊子和心靈電儀表的組織；與山達基創始教會（Founding Church of Scientology）有聯繫

## 世俗和社會管理實體
以世俗和社會改善作爲幌子的傳教團體。
- 生活與教育改善協會（ABLE）——管理社會改善項目[2]:77 [3]
  - 那可拿國際——戒毒計畫成立于1970年[2]:76,81
  - 應用教育協會（APS）——教育项目[2]:76
  - 可明納國際——犯罪康复計畫[2]:76
  - 快樂之道國際基金會（TWTH）——公共道德项目[2]:76
  - 社會改善地產國際（Social Betterment Properties International，SBPI） — ABLE 的地產管理公司
- 公民人權委員會（CCHR）——致力於根除精神病學[2]:87 [3]
- 國家執法和社會正義委員會（National Commission on Law Enforcement and Social Justice NCLE）－揭露執法部門和其他政府機構中侵犯人權的行為[2]:88
- 宗教自由基金會（Foundation for Religious Freedom）——維護宗教自由[2]:89 （收購並改組之後的新邪教意識網）
- 山達基世界企業協會(WISE) — 山達基商人和專業人士的會員組織[2]:100 [3]
  - 憲章委員會（Charter committees）—WISE的下屬機構；負責繞開法院處理當地山達基教徒之間的民事、商業糾紛[2]:102
  - 賀伯特管理学學院(Hubbard College of Administration，HCA) — 教授賀伯特的管理技巧[2]:104ff
- † 山達基防禦基金會 (Scientology Defense Fund Trust，SDFT) — 用於捍衛山達基教徒；處於休眠狀態[2]:91
- † 守護者辦公室社會協調局 (Social Coordination Bureau of the Guardian's Office，SoCo) — ABLE 的前身[12]:391

## 服務機構
- 山達基教會旗艦服務機構(CSFSO, FSO) — 透過 Class XII 進行最高級別的聽析員培訓，並可聽析New OT VII。
- 山達基教會旗艦船服務機構(CSFSSO, FSSO) — 山達基聽析最高級別（New OT VIII）服務處
- 美西山達基教會(Church of Scientology Western United States，CSWUS, COSWUS) — 合併了六個組織而成立：ASHO、AOLA、美西大陸聯絡辦公室(Continental Liaison Office West U.S，CLO WUS)、太平洋準將信使組織(Commodore's Messenger Organization Pacific，CMO PAC)、太平洋基地船員(Pacific Base Crew，PBC) 和山達基教會聖地牙哥（Church of Scientology of San Diego）。
- 聖崗機構 (Saint Hill，SH) — 提供名為聖崗特別簡報課程的培訓
  - 美國聖崗機構 (American Saint Hill Organization，ASHO) — 加州洛杉磯（CSWUS的一部分）
- 高階機構 (AO) — 提供高階聽析
  - 洛杉磯高階機構 (AOLA) — 加州洛杉磯（CSWUS的一部分）
- 高級和聖崗的組合：
  - 山達基教會宗教教育學院 (Church of Scientology Religious Education College，COSRECI) — 英國
  - 山達基教會高階機構聖崗歐洲和非洲 (Church of Scientology Advanced organization Saint Hill Europe and Africa，AOSHEU) — 丹麥
  - 山達基教會 — 澳洲
- †賀伯特山達基協會（Hubbard Association of Scientologists，HAS）— 成立於1952年，是一家“世俗”的山達基培訓機構、圖書出版商和電儀表銷售商。

## 信徒和募款組織
- 國際山達基人協會（IAS）— 非註冊的宗教會員協會[2]:98
- 國際山達基人管理協會 (International Association of Scientologists Administrations, N.V., IASA)
- 會員服務管理（英國）有限公司（Membership Services Administrations (UK) Ltd.，MSA）
- 美國國際山達基人協會會員信託（US IAS Members' Trust）

## 術語“山達基教會”
術語“山達基教會”通常用來指代相互關聯的這一個的山達基企業集團。實際上現在不存在任何名为“山達基教會”的企业实体，但在1950年代，曾有兩個組織以此命名：
- 山達基教會于1953年12月22日在美國新泽西州与「美國科學教會」（Church of American Science）一同注冊成立，並與「靈魂工程教會」（Church of Spiritual Engineering，成立于1954年1月18日）一同推廣山達基運動。這三個實體當時均隸屬於賀伯特國際山達基人協會（HASI），如今所有這四個實體組織均早已被終止。 [13][8]:65,158-9,218[7]:44
- 山达基教会于1954年2月18日在美國加利福尼亞州注冊成立。不過在1956年6月19日，它就正式更名为“加州山達基教會”並成爲管理世界各地山達基教會的高層管理機構。該組織在1982年將職能移交予國際山達基教會，並于2002年12月30日解散，并于2004年11月18日在加利福尼亚州州务卿處注銷[6] [8]:159,218

國際山達基教會在1991年給美國國稅局的回覆稱： 
嚴格説來，實際上沒有任何一個單一的實體被稱為「山達基教會」，但為了方便起見，我們有時將山達基教會的國際教會層級制度——也包括教會支持和關聯的社會改善組織——稱為「山達基教會」或「教會」
。
1992年，美國國稅局在與教會之間的法律案件中，基於1980年的“簡化版”教會層級機構，編制了該組織的詳細清單。

## 華盛頓特區山達基創始教會
華盛頓特區山達基創始教會（Founding Church of Scientology of Washington, D.C.）於1955年成立，當時名為“華盛頓特區人類宗教創始教會”（The Founding Church of Man's Religion of Washington, D.C.），是「傳播山達基宗教信仰的母教會」:JA18。這個名稱常簡稱為“創始教會”（Founding Church 或 Founding Church DC，縮寫為FCDC）。1960年代，FCDC在華盛頓特區設有多個辦公室，地址為19th Street NW 1810、1812和1827號，以及S Street NW 1907和2125號:JA18:681。其目的是「傳播山達基教。促進和保護其成員。保持山達基教的路線和數據清晰明了。首屈一指地教育和引導人們朝著地球文明時代的目標邁進。在所有動力層面生存」:223。其附屬組織為分發中心公司（Distribution Center, Inc.）, 山達基學院（Academy of Scientology）和賀伯特指導中心（Hubbard Guidance Center）:JA16。
FCDC是1963年美國食品及藥物管理局突襲搜查的地點，其中所有心靈電儀表以及相關出版物均以無照行醫沒收。由此引發的訴訟持續了數年，最終在1970年代頒布了一項限制電儀表使用範圍並強制要求貼上解釋標籤的命令。
1977年，美國聯邦調查局因山達基對政府機構進行間諜活動而對 FCDC 進行了突襲搜查。這導致1979年11名山達基高管被定罪，其中包括教會的二號人物，教主賀伯特的妻子。
1994年，山達基教會購買了位於20th Street NW 1701號的弗雷澤大廈（Fraser Mansion），作為其新的「華盛頓特區山達基創始教會」。2009年，FCDC再次搬遷至16th Street NW 1424 號，而弗雷澤大廈則改作山達基教國家事務辦公室。
2003年，靈性技術教會下屬組織“遺產地產國際”（Heritage Properties International，原名“遺產管理公司”Heritage Management Company Ltd.）購買了位於19th Street NW 1812號的這棟建築，並將其改造成山達基博物館，命名為“L·羅恩·賀伯特故居”（L. Ron Hubbard House）。它也被稱為山達基創始教會舊址。

## 脚注
1. ↑  引宗教學者休·厄本（Hugh Urban）語： 今天，我們所謂的「山達基」其實是一個非常複雜的網絡，由表面上獨立但明顯相互關聯的公司實體組成。其中包括看門狗委員會 (WDC)、準將信使組織 (CMO)、作者服務公司 (ASI)、山達基教會宗教教育學院公司 (Church of Scientology Religious Education College, Inc., COSRECI)、橋出版社（Bridge Publications）、新紀元出版社（New Era Publications）、 “旗艦服務機構”（FSSO） 、高階機構、聖崗和許多教堂（也稱為“外部機構”）。此外，還有各種其他團體和計劃，如山達基中心國際 (SMI)、山達基世界企業協會 (WISE)、生活及教育改善協會(ABLE)、憂思商人協會（CBAA）、公民人權協會（CCHR），以及各種學校和教育計畫。因此，山達基也許最好不被簡單地理解為“一種宗教”，而是一個極其複雜的“多方面的跨國組織”，宗教是其中一個方面，但也只是一個方面而已。[8]:131
2. ↑  在教會1980年代“精簡”之後，檔案顯示至少以下的組織構成了山達基教會: Founding Church of Scientology; Church of Scientology International; Religious Technology Center [including the Authorization, Verification and Correction Unit]; Church of Spiritual Technology; 129 Missions of Scientology, governed by Scientology Missions International; Church of Scientology Celebrity Centre International; 141 Class IV churches [local organizations such as the Church of Scientology of Portland or the Church of Scientology of San Francisco]; Continental Liaison Offices [known as CLOs]; Saint Hill Organizations; Church of Scientology Flag Service Organization; Flag Land Base; Flag Estates Org; Flag Command Bureaux [including Compilations Unit, LRH Artist, International Training School, New World Corps, Strategic Book Marketing Unit]; International Hubbard Ecclesiastic League of Pastors [known as IHELP]; Sea Organization Officer Council; the American Saint Hill Organization; Advanced Organization Los Angeles; Golden Era Studios; Watchdog Committee; the Commodore's Messenger Organization International; the Executive Director International; the Senior Executive Strata; the International Network of Computer Organized Management; World Institute of Scientology Enterprises; Golden Era Productions; Office of Special Affairs International; Bridge Publications; LRH Public Relations International; Household Unit; Inspector General Network [comprising the Trademark Integrity Division and the Qualifications Division]; the United States Scientology Films Trust; International Scientology Films Trust; Author Services Inc., Cancorp, Religious Research Foundation; International Association of Scientologists; Church of Scientology Religious Trust.——美国联邦索赔法院[16]